# 우상전
우상전(1950년 9월 15일 ~ )은 대한민국의 배우이다.

## 학력
- 중앙대학교

## 출연작

### 영화
- 《장손》 (2024년) - 승필 역
- 《악인전》 (2019년) - 개사육장 주인 역
- 《선종 무문관》 (2018년)
- 《시간위의 집》 (2017년) - 노인 효제 역
- 《서부전선》 (2015년) - 할아버지 역
- 《암살》 (2015년) - 이완용 역
- 《터치 바이 터치》 (2015년) - 검은 점 역
- 《킬러 앞에 노인》 (2014년) - 노인 역
- 《패션왕》 (2014년) - 노승 역
- 《데드 엔드》 (2013년) - 순삼 역
- 《관상》 (2013년) - 노인한명회 역
- 《사이에서》 (2012년)
- 《벽루천》 (2011년) - 자장율사 역
- 《할》 (2010년) - 청송 스님 역
- 《육혈포 강도단》 (2010년) - 부자 노인 역
- 《펜트하우스 코끼리》 (2009년) - 노신사 역
- 《물 좀 주소》 (2009년) - 창식 부 역
- 《식객》 (2007년) - 파출소장 역
- 《한반도》 (2006년) - 이완용 역
- 《나의 친구, 그의 아내》 (2006년) - 청소부 역
- 《물 속의 사막》 (2005년)
- 《파랑주의보》 (2005년) - 노선생님 역
- 《달콤한 인생》 (2005년) - 송 사장 역
- 《눈》 (2003년)
- 《2009 로스트 메모리즈》 (2002년) - 이토 히로부미 역
- 《베사메무쵸》 (2001년) - 털보 주인 역
- 《실락원》 (1998년) - 경식 역
- 《우리들의 일그러진 영웅》 (1992년) - 병태아버지 역

### 드라마
- 2023년 SBS 《모범택시 2》 - 노인 역 (3-4회)
- 2023년 SBS 《법쩐》
- 2022년 애플TV+ 《파친코》
- 2020년 MBC 《찬란한 내 인생》 - 황영달 역
- 2019년 OCN 《보이스 3》
- 2019년 JTBC 《바람이 분다》
- 2019년 JTBC 《리갈 하이》
- 2019년 MBC 《더 뱅커》
- 2018년 OCN 《신의 퀴즈: 리부트》 - 한재만 역
- 2018년 MBC 《배드파파》
- 2018년 tvN 《미스터 션샤인》
- 2017년 MBC 《투깝스》
- 2017년 MBC 《병원선》 - 우진의 할아버지 역
- 2017년 MBC 《파수꾼》 - 신부 역
- 2016년 KBS2 《KBS 드라마 스페셜 - 평양까지 이만원》 - 할아버지 역
- 2016년 네이버 TV캐스트 《들썩들썩 패밀리》 - 최고봉 역
- 2015년 MBC 《밤을 걷는 선비》
- 2015년 TV조선 《로스:타임:라이프》 - 현대식 역
- 2015년 MBC 《빛나거나 미치거나》 - 황보제공 역
- 2014년 tvN 《마이 시크릿 호텔》
- 2014년 tvN 《꽃할배 수사대》 - 조중구 역
- 2014년 tvN 《갑동이》 - 최면 전문가 역
- 2013년 MBC 《제왕의 딸 수백향》 - 상좌평 연로 역
- 2013년 OCN 《특수사건 전담반 TEN 2》 - 형사 역
- 2012년 MBC 《아이두 아이두》 - 황지안 아버지의 지인 역
- 2012년 tvN 《인현왕후의 남자》 - 펜션 주인 역
- 2012년 SBS Plus 《그대를 사랑합니다》 - 이판술 역
- 2012년 tvN 《아이러브 이태리》 - 파울로 역
- 2012년 SBS 《도롱뇽도사와 그림자 조작단》
- 2011년 JTBC 《인수대비》 - 정인지 역
- 2011년 tvN 《원스 어폰 어 타임 인 생초리》 - 이장 역
- 2011년 MBC 《심야병원》 - 편도선 농양 제거 수술을 받아야 하는 환자 역
- 2011년 SBS 《여인의 향기》 - 손병호 역
- 2011년 tvN 《로맨스가 필요해》 - 슈퍼 사장 역
- 2010년 SBS 《산부인과》 - 김희진의 아버지 역 (특별출연)
- 2009년 KBS2 《아이리스》 - 라파엘 신부 역
- 2009년 SBS 《자명고》
- 2007년 SBS 《외과의사 봉달희》 - 송광수 역
- 2005년 SBS 《내사랑 토람이》 - 대학교수 역